# Маардуский химический завод
Ма́ардуский хими́ческий заво́д (эст. Maardu Keemiatehas) — крупное предприятие химической промышленности Эстонcкой ССР.

## История

### В Первой Эстонской Республике
Завод был создан в 1920 году, во времена Первой Эстонской Республики, как акционерное общество «Ээсти Фосфорийт» (эст. «Eesti Fosforiit», первоначально — «Eesti Vosvoriit») в деревне Юлгазе, где находится фосфоритное месторождение. Там открыли первую шахту и там же в 1925 году было завершено строительство обогатительной фабрики (погибла при пожаре в 1938 году).
В 1939 году в расположенной возле Маарду деревне Крооди (сейчас это часть города Маарду) началось строительство новой фосфоритовой шахты и обогатительной фабрики. Необходимый капитал был получен в виде беспроцентной ссуды из Фонда восстановления национальной экономики. Министерство экономики Эстонии купило акции «Ээсти фосфорийт» на сумму 500 000 крон.
Генеральным директором акционерного общества стал Каарел Ээнпалу — бывший министр внутренних дел Эстонии и председатель Рийгикогу.

### В Советской Эстонии
В 1940 году предприятие было национализировано. С 9 октября 1944 года оно стало называться Промкомбинат «Эстонфосфорит» (эст. Tööstuskombinaat «Eesti Fosforiit»).
В 1950-х годах были построены сернокислотный и суперфосфатный цехи. В 1980-х годах построены два новых цеха, в том числе цех фторосолей.
В 1950 году предприятие было переименовано в Маардуский химический комбинат, в 1975 году ему дали название Маардуский химический завод.
В 1966 году завод награждён Орденом Трудового Красного Знамени. Директором завода с 1977 года был Павел Пиллер.
По состоянию на 1 января 1979 года на заводе работали 1973 человека.
В советское время в Маарду всегда отмечался День работников химической промышленности — праздник нескольких поколений, проработавших на химическом заводе Маарду. Для большинства жителей Маарду это был не только профессиональный праздник, но и главный общегородской праздник, к которому тщательно готовились и отмечали очень торжественно. После праздника проводились различные спортивные соревнования. У завода была своя футбольная команда.
Фосфоритные карьеры и сернокислотное производство в Маарду загрязняло воздух и окружающие водоёмы. Из-за несоблюдения техники экологической безопасности часто происходил перегрев шахтного материала из-за самовоспламенения диктионемового сланца; завод также выбрасывал в воздух около 1 килограмма серной кислоты на одного жителя Эстонии в год. Это вызывало недовольство местных жителей и протесты эстонской общественности.
В 1983 году предприятие стало называться Эстонское республиканское производственное объединение «Эстонфосфорит» (эст. Eesti Vabariiklik Tootmiskoondis «Eesti Fosforiit»).

### В независимой Эстонии
В 1992 году предприятие было реорганизовано в открытое акционерное общество, 80 % акций которого принадлежали Эстонской Республике. В 1996 году на его основе были созданы 4 акционерных общества и холдинговая компания. Созданные акционерные общества занимаются сбытом удобрений, железнодорожными услугами, очисткой сточных вод и теплоснабжением в Каллавере и Маарду. В 1997 году Эстонское приватизационное агентство продало все принадлежащие государству акции «AS Eesti Fosforiit» на открытом аукционе.
В настоящее время предприятие с названием «Eesti Fosforiit AS» занимается только сдачей недвижимости в аренду — это его основной вид деятельности, зафиксированный в бизнес-регистре.

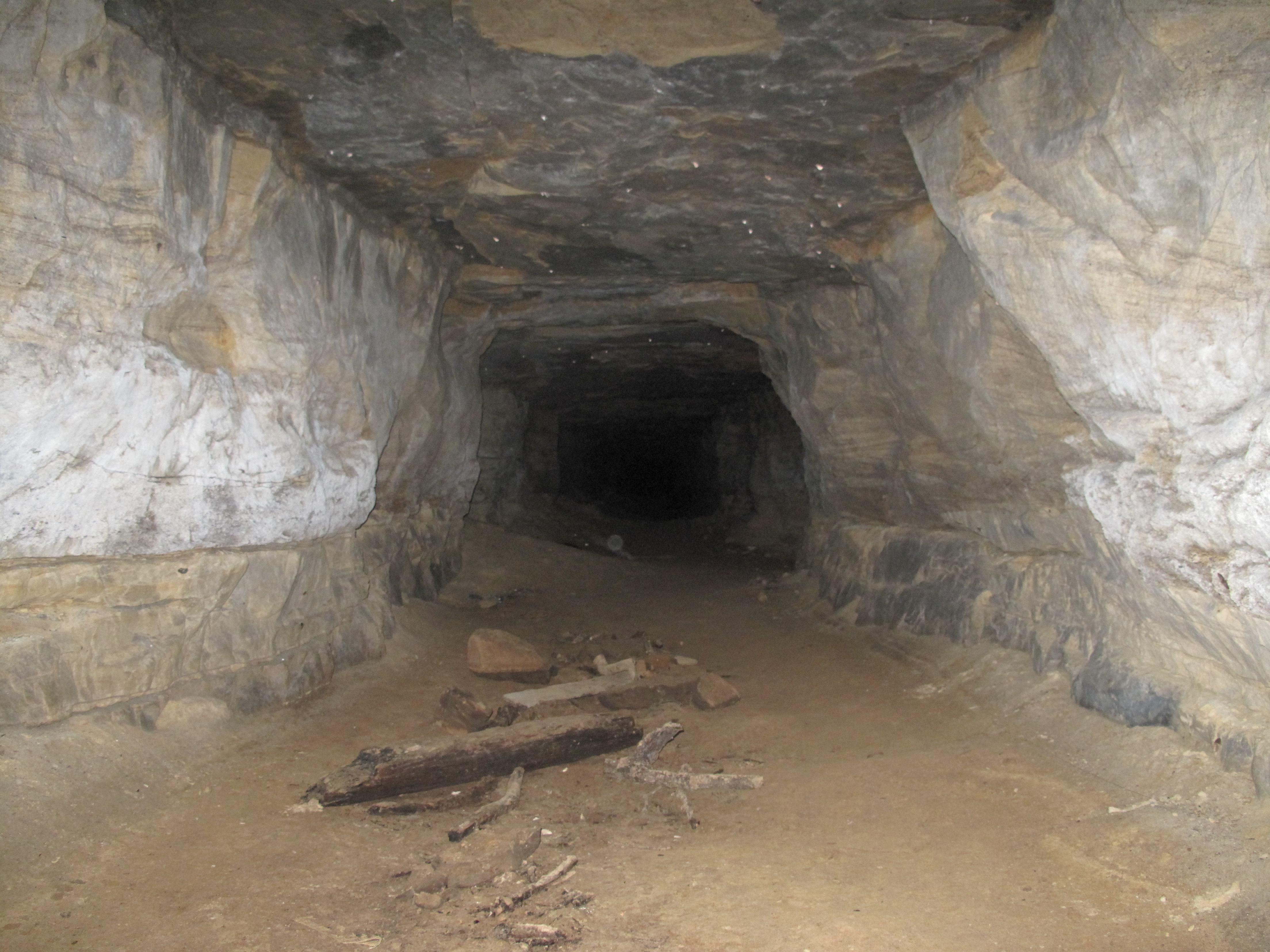
Заброшенная фофоритная шахта Маардуского химзавода в Юлгазе

Закрытие большого градообразующего предприятия повлекло за собой массовую безработицу; многие квалифицированные специалисты не могли найти себе работу по специальности и вынуждены были покинуть Маарду.
В 2017 год]у эстонский академик Анто Раукас высказал мнение, что «залежи фосфорита в земле Эстонии стоимостью в сотни миллиардов долларов ждут, чтобы их с умом переработали в ценное удобрение».
Фосфорит — это минеральный ресурс, дефицитный в мировом масштабе, и в 2010-е годы его цена стремительно росла. Прогнозируемые мировые запасы фосфорита невелики — всего около 290 миллиардов тонн, и Эстония с ее 2,9 миллиардами тонн потребительских и резервных запасов и 8,4 миллиардами прогнозируемых запасов также занимает важное место в мировом масштабе. Эстонский фосфорит — бедное сырьё с точки зрения наличия полезного компонента (11 %), но это компенсируется лёгкостью его обогащения. Ценность эстонского фосфорита также увеличивается за счёт низкого содержания в нём кадмия и стронция, в отношении которых в Европейском Союзе действуют очень строгие ограничения.

## Продукция
В 1978 году заводом было произведено 688 273 тонны простого и 500 041 тонна гранулированного суперфосфата, 219 960 тонн серной кислоты, 655 221 м3 известнякового щебня, 201 799 тонн фосфоритной муки и 27 571 тонна битума; добыто 712 828 тонн фосфоритной руды, при этом перемещено 5,2 млн. м3 горной породы.
Завод изготавливал суперфосфат из апатитового концентрата, поставляемого из Мурманской области; производил фосфорные удобрения как из местного, так и привозного сырья.
Сернокислотный цех завода закрылся в 1991 году.
Решение свести дальнейшую разработку фосфоритных месторождений в Эстонии привело к так называемой «фосфоритной войне». Производство фосфорных удобрений в Эстонии было полностью прекращено в 1996 году.

## Фото
Заброшенные корпуса Маардуского химзавода в Крооди, 2010 год

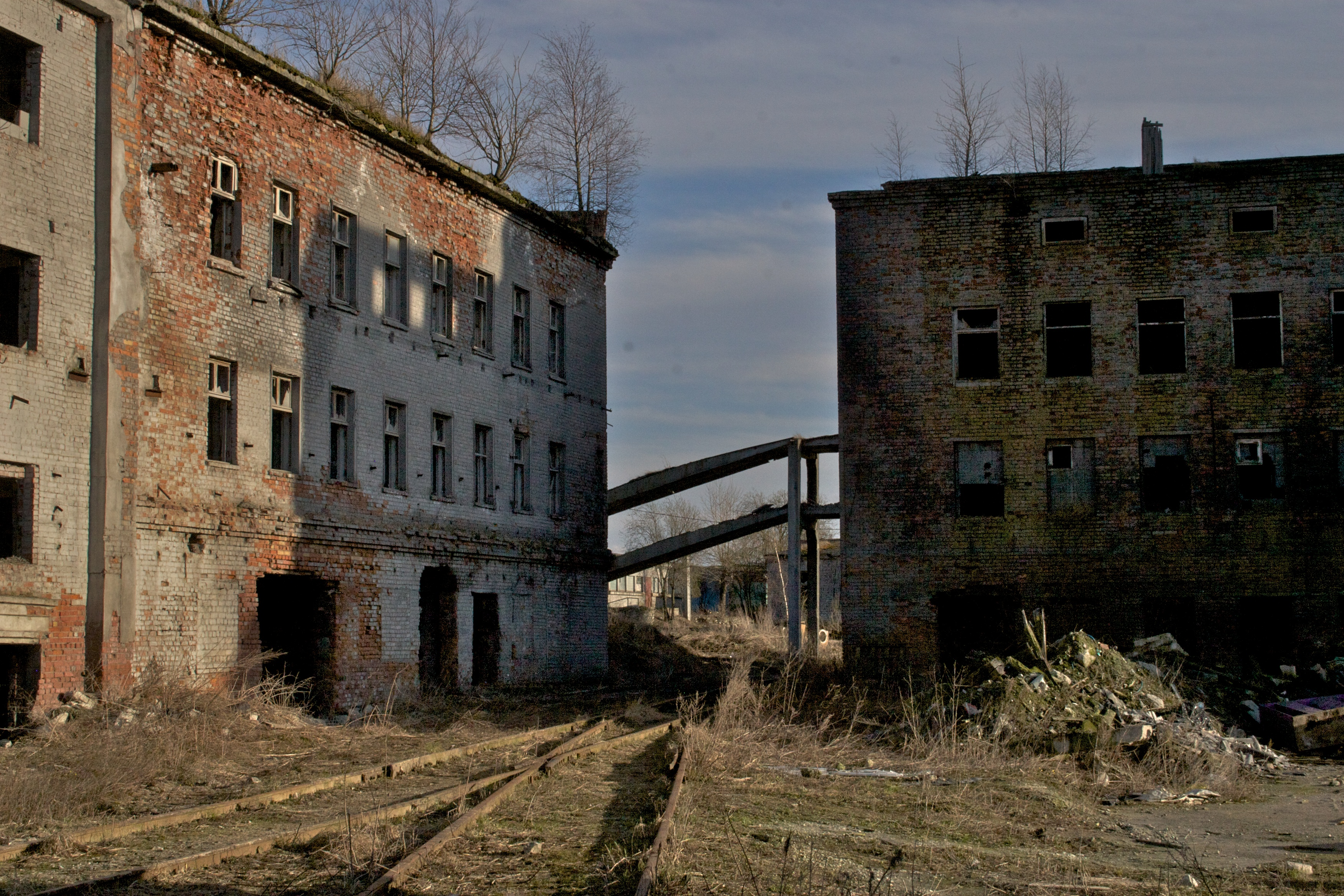
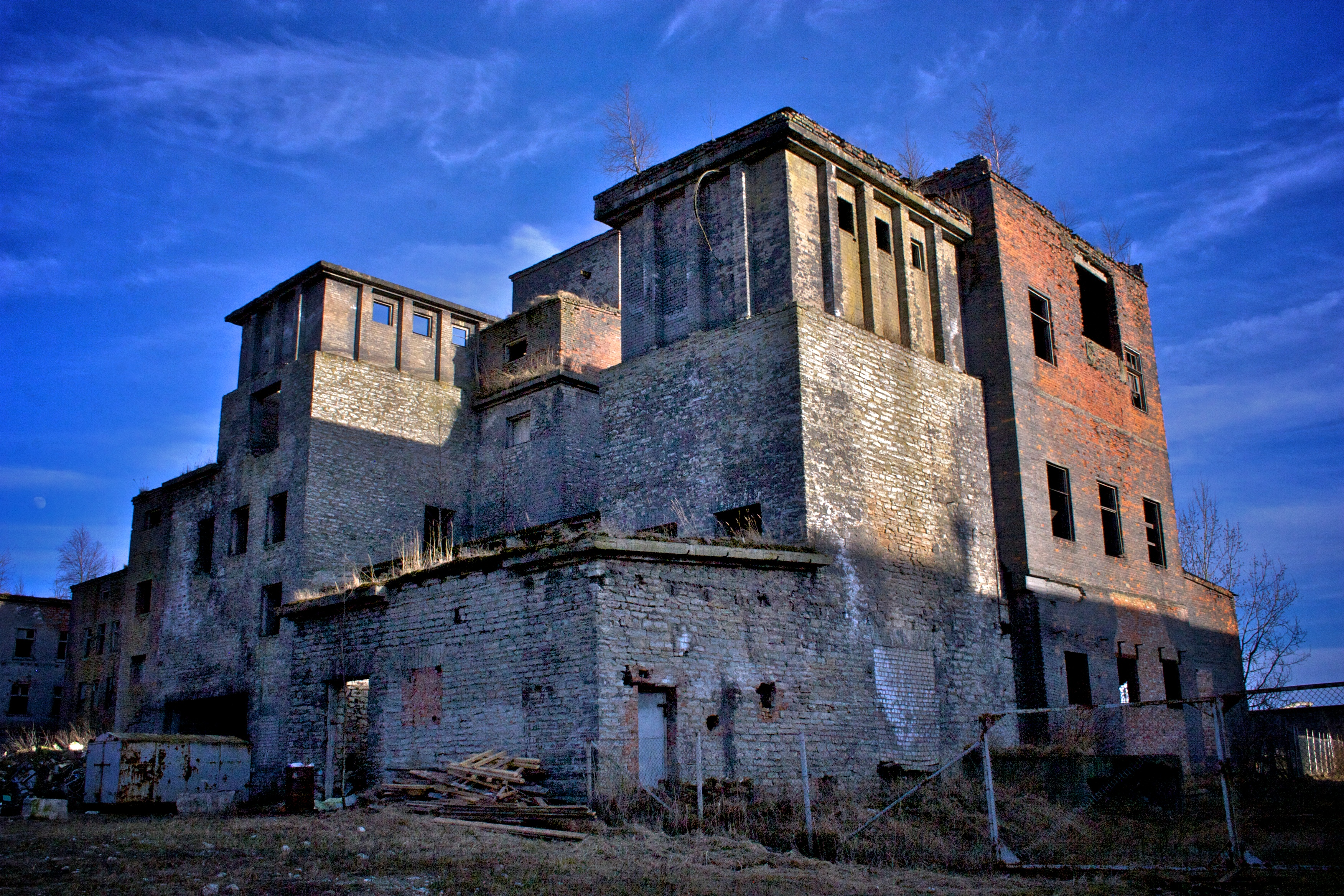